# Pro Evolution Soccer 2013
Pro Evolution Soccer 2013 је видео-игра коју издаје јапанска компанија Конами и представља симулацију фудбала.

## Лиге
лиге са лиценцом:
- Серија А
- Лига 1
- Ередивизија
- Лига ББВА
- Серија А Бразила у фудбалу
- Други европски тимови

лиге без лиценце:
- (Премијер лига)
- Liga Portugaesa(Лига ЗОН Сагрес)
- ПЕС лига 1
- ПЕС лига 2

## Репрезентације
Репрезентације се убацују у своје континенте
- Европа
- Америка
- Африка
- Азија и Океанија

## Заштитни знак и карактеристике
Лого Pro Evolution Soccer франшизе је дуги низ година садржао слику Лионела Месија, а од 2013. године се на тој слици налази играч Реал Мадрида, Кристијано Роналдо. Такође једна карактеристика ове игре је и сама њена скраћеница — ПЕС.

## Модови игре
Један од најпознатијих модова је „фудбалски живот“ који се дели на три дела — Мастер лига, Постани Легенда (become a legend), Мастер лига онлајн.
Такође популаран мод је УЕФА Лига шампиона тај мод се дели на — Такмичење, пријатељска утакмица, Гледај утакмицу.
Највише играча ПЕС-а игра на моду који се зове пријатељски меч. А постоји и Копа либертадорес мод играња.

## Датуми објаве
- 20. септембар 2012.
- 4. октобар 2012.